# Вердигрис
Вердигрис(англ. Verdigris River) — река в США.
Длина реки — 560 км. Название предположительно произошло от французского слова, означающего цвет окисленной меди. Основные притоки — Кейни, Фолл и Элк.
Вердигрис протекает по территории штатов Канзас и Оклахома. Река течёт в южном направлении от своего истока около города Мадисон, штат Канзас, через водохранилище Улога. Недалеко от устья сливается с реками Кейни и Берд-Крик и впадает в реку Арканзас вблизи города Маскоги. Площадь водосборного бассейна составляет 21 504 км², из них 11 111 км² в штате Оклахома.
Для контроля за уровнем воды и предотвращения наводнений на Вердигрис было построено несколько водохранилищ: Улога (закончено в 1974 году), Бирч-Лейк (1977 год), Копан-Лейк (1983 год), Хьюла (1951 год) и Скиаток-Лейк (1985 год).
Входит в бассейн реки Миссисипи.